# Conival
Der Conival ist ein 987 Meter hoher Berg in den schottischen Highlands. Auf Gälisch lautet sein Name Cona Mheall, er bedeutet Berg des Hunds oder Berg der Versammlung. Er ist der zweithöchste Berg in Assynt, einer Landschaft in den Northwest Highlands, und zugleich in der Grafschaft Sutherland. Der Conival und der benachbarte, gut zehn Meter höhere Ben More Assynt sind die einzigen als Munro eingestuften Berge in Assynt. Beide Berge sind Teil einer entlang der Hauptwasserscheide zwischen Nordsee und Schottischer See von Nord nach Süd durch Sutherland laufenden Bergkette und deren höchste Punkte. Während der Conival im Verlauf der Nord-Süd-Kette liegt, ist der Ben More Assynt etwas östlich davon vorgelagert. Der Conival bietet daher durch seine Lage eine gute Sicht über Loch Assynt und die westlich liegenden, einzeln aufragenden Berge Assynts wie etwa den Canisp.

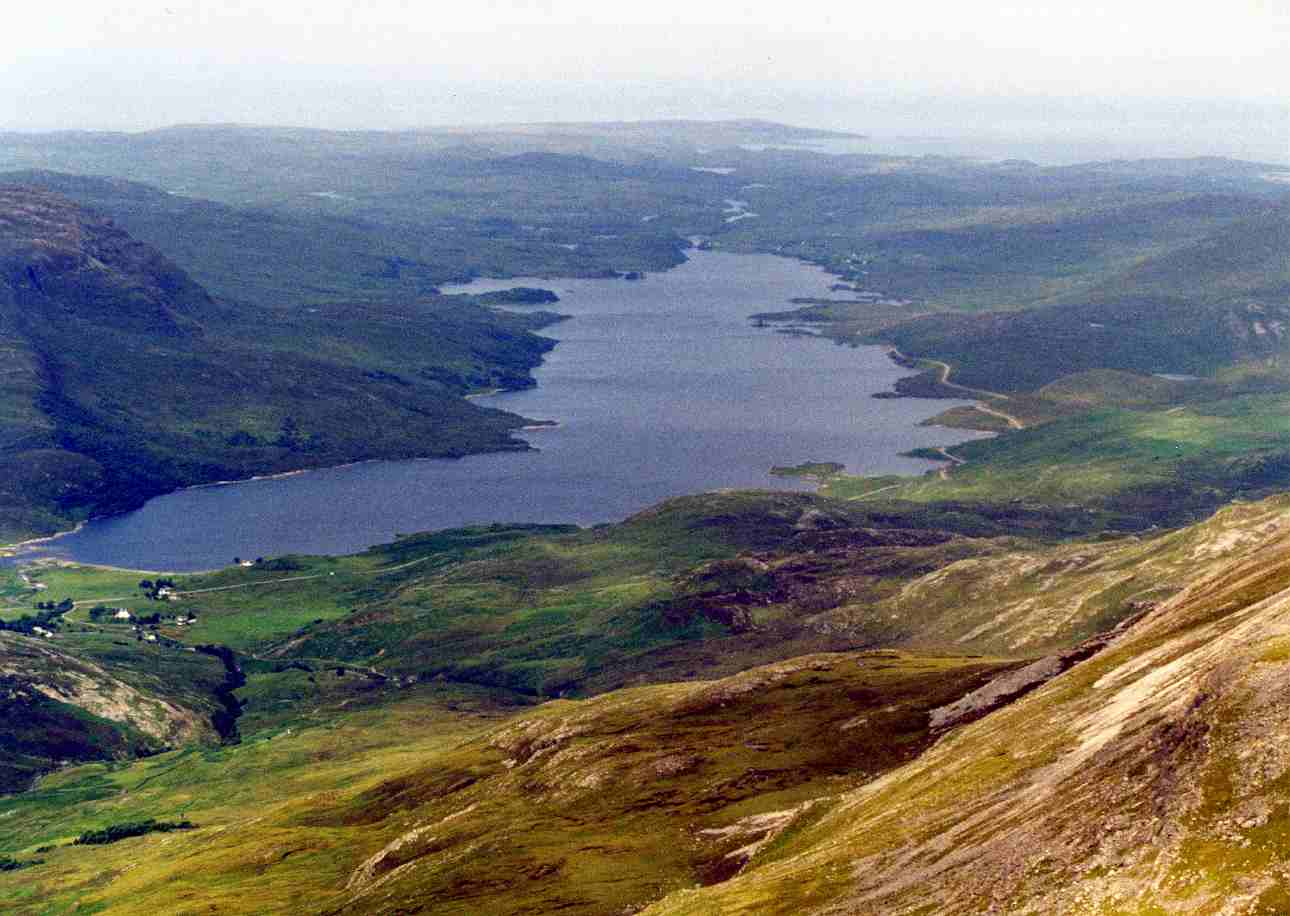
Blick vom Gipfel des Conival nach Nordwesten auf Loch Assynt

Geologisch liegt der Conival in der Zone des Moine Thrust, er besteht in seinem Gipfelbereich überwiegend aus kambrischen Quarzit, das hier im Bereich des Ben More Thrust entlang des den Conival und den Ben More Assynt verbindenden Grats Gneis aus dem Lewisian überlagert. Anders als beim Ben More Assynt sind am Conival im oberen Bereich seines Massivs auch Lagen von torridonischem Sandstein zu finden.
Der Conival wird von den meisten Munro-Baggern in der Regel gemeinsam mit dem benachbarten Ben More Assynt bestiegen. Ausgangspunkt ist der kleine Ort Inchnadamph an der A 837 am Südende von Loch Assynt. Von dort führt der Weg im Tal des Traligill River nach Osten und allmählich ansteigend auf der nördlichen Talseite bis in einen Bealach zwischen dem Conival und dem nördlich benachbarten, 775 m hohen Beinn an Fhurain. Von dort führt der Aufstieg über das Geröll des steilen Nordwestgrats zum Gipfel des Conival. Der Übergang zum Ben More Assynt ist nach Osten über den schmalen, teilweise leichte Kletterei erfordernden Verbindungsgrat möglich. 